# 血を吸う薔薇
『血を吸う薔薇』（ちをすうばら）は、1974年（昭和49年）7月20日に公開された日本の特撮恐怖映画。製作は東宝映像、配給は東宝。監督は山本迪夫。カラー、シネマスコープ作品。
『幽霊屋敷の恐怖 血を吸う人形』（1970年）、『呪いの館 血を吸う眼』（1971年）に続く「血を吸うシリーズ」の第3作目（最終作）。夫婦の吸血鬼が登場し、彼らの夫婦愛が描かれているのが特徴である。
キャッチコピーは、「悪魔が呼ぶ！ 霊魂が呼ぶ！ 血を 肉体を求めて 今夜もまた蘇る 呪いの檻！」。同時上映は『急げ！若者 TOMORROW NEVER WAITS』（東宝・ジャックプロ提携作品）。

## あらすじ
東京で大学教員を務めていた青年・白木は、ある早春の頃に長野県にある聖明学園の学長からの要請により八ヶ岳山麓に建つ同学園女子短大の教授として着任する。迎えの車で学園へ向かう白木は途中の道で路肩に大破したハイヤーを見かけるが、同僚の吉井教授によればそれは学長夫人を乗せた車で、夫人は二日前のこの事故で即死しその遺体は学長邸の地下室に仮安置されているとのことであった。学長に面会した白木は自分が学長の後継者で次期学長候補として呼ばれたと聞かされるが、学園での実績が皆無の自分がなぜ候補者とされたのかを訝る白木に学長の答えは無かった。そして学長邸に宿泊したその深夜、何処からか聞こえる歌声に目覚めた白木は、邸内の空き部屋で胸元の噛み傷から血を流す幽霊のような若い女と、牙を剝いて自分に襲い掛かる学長夫人の肖像画と瓜二つな女を見る。しかし、翌朝に再び目覚めた白木にはそれが夢とも現実とも解らなかった。
学内の寮に落ち着いた白木は校医の下村から学園では毎年一人か二人の生徒が失踪しているという事実を知り、土地の古老はそれを鬼の仕業と噂していると聞く。そしてある日、白木の講義中に生徒の一人・杏子が昏倒する事件が起こった。寮に運ばれた杏子は下村から極度の貧血症状の為と診断され同室の友人・久美と雪子に付き添われることとなったが、白木は杏子の胸元に牙で噛んだような傷があることに気付いた。一連の出来事を追求することとした白木は下村の協力でこの地方に古くから伝わる吸血鬼伝説を知る。それは「およそ二百年の昔に異国の難破船から流れ着いた白人宣教師の男はキリシタンであることを理由に迫害を受け、遂に信仰を捨て更には飢えから逃れるために自らの血を啜ったことで魔性の鬼となった。鬼は一人の村娘の血を吸い虜とするが、一度死んだ娘が鬼となって蘇ったことを知った村人たちは恐れ、総出で二人を打ち殺すと頑丈な棺に納め大木の傍らに埋めた。」と言うものだった。しかし今も吸血鬼の棺と伝わる木棺は既に朽ち中には骨すらも残ってはおらず、下村は白木に「村の故老は、それこそ再び鬼が蘇った証だと言った。」と語った。更に白木は下村から現学長の前に学長候補だった教授が突如発狂し今は精神病院に収容されていることを聞き、下村の持つその教授・島崎の日記を見せられる。そこには島崎が調べ上げたとされる歴代の学長夫妻の怪しげな振る舞いと就任と共にまるで別人となったかのような様子が記され、最後の頁は「もしもこの世に本当に不死身の魔性の者が生きているとしたら、魔性そのままの顔形でいる筈はない。人間として生きている筈だ。」との一文で締められていた。
春休みに入り学内の人気が途絶え、寮に残る生徒は静養する杏子とそれに付き添う久美と雪子の三人となった。そして白木と下村が警戒する中で夜半にまたも事件が起こる。雪子が寮内で血を吸われ、杏子は何者かに操られるように階段から転落して死亡。そして寮から逃走する男を追って樹林に入った下村はそのまま戻らなかった。一方、逃走する男の体格が学長によく似ていることに気付いた白木は学長への疑いを深め、翌朝に駆け付けた刑事たちの前で学長を追及する。しかし学長は「昨晩はずっと吉井教授と一緒に調べ物をしていた。」と語り、吉井は学長の言葉を肯定すると「学長そっくりの背格好の男をひとり知っている。」と証言し、白木を名指しにした。窮地に追い込まれた白木は島崎を詐病と疑い収容先の病院を訪ねるが、島崎は何も語らず首筋から顎の下に架けての大きな刃物傷の痕を白木に見せ付けるだけであった。
また夜となり、雪子は「奥さんが私を呼んでいる。」との譫言を残して寮から姿を消した。白木が推測するとおり学長こそが全ての事件の黒幕であり、学長とその夫人は蘇った鬼に他ならなかった。二百年の刻を共に生き永らえてきた吸血鬼の夫妻は、人の世に紛れるため自分たちと似た体格の男女を選び出しその顔の肉を剝ぎ取り己の顔に挿げ替えていたのである。学長邸に呼び寄せられた雪子は三たび蘇った学長夫人に顔を奪われる。そして白木の顔を狙う学長が白木を襲った。白木はただ一人生き残った久美と我が身を護るため学長と対決、魔性の力により剛力を振るう学長に苦しめられながらも一瞬の隙をついて暖炉の火掻き棒を学長の胸に突き立てる。心臓を貫かれた鬼は遂に滅び、主を失った夫人も倒れた。こうして吸血鬼の夫妻は共に白骨と化していくのだった。

## キャスト
- 白木[出典 4]：黒沢年男
- 西条久美[出典 4]：望月真理子
- 三田村雪子[出典 4]：太田美緒
- 林杏子[出典 5]：荒牧啓子
- 野々宮敬子[出典 6]：麻理ともえ（現：阿川泰子）
- 下村[出典 4]：田中邦衛
- 吉井教授[出典 4]：佐々木勝彦
- 学長[出典 4]：岸田森
- 学長夫人[出典 5]：桂木美加
- 高倉刑事[出典 5]：伊藤雄之助
- 土屋刑事[出典 7]：吉田静司
- 細谷[出典 7]：小栗一也
- 島崎[出典 7]：片山滉
- 警備員[出典 7]：鈴木治夫
- 駅長[出典 7]：二見忠男
- 看護人[8]：細井利雄
- 少女[8]：竹井みどり
- 女生徒B[8]：保坂六巳
- 女生徒A[8]：吉田真理子
- 白人[8]：ロジャー・ブーリン
- 擬斗：宇仁貫三

## スタッフ
参照
- 製作：東宝映像株式会社
- 製作：田中文雄
- 脚本：小川英、武末勝
- 撮影：原一民
- 美術：薩谷和夫
- 録音：矢野口文雄
- 照明：森本正邦
- 音楽：眞鍋理一郎
- 編集：池田美千子
- 合成：三瓶一信
- スチール：石月美徳
- 監督助手：小栗康平
- 整音：東宝録音センター
- 効果：東宝効果集団
- 現像：東京現像所
- 製作担当者：広川恭
- 監督：山本迪夫

## 製作
シリーズ1作目と2作目の間が約1年しか空いていないのに対し、本作品は2作目から約3年後の公開となっている。3作目の製作は『血を吸う眼』の後にオファーがあったが、監督の山本迪夫はこれを渋っていた。さらにプロデューサーの田中文雄が、東宝の映画製作部門が東宝映像として分離する際に東宝映像へは移籍せず、東宝のテレビ製作部門へ異動して映画製作から離れたため、3作目の企画は立ち消えとなった。
その後、1974年に田中が東宝映像に移籍して映画製作に復帰したうえ、前年にアメリカで公開された『エクソシスト』などの影響から日本でもオカルト映画がブームになると見込まれていたこともあり、3作目の製作が再始動することとなった。以前は参加を渋っていた山本も、『血を吸う眼』の後にはテレビドラマ『太陽にほえろ!』の監督を務めており、これにやや飽きていたこともあって再び監督を務めることを引き受けた。タイトルや一部のシーンは、フランス・イタリア合作の吸血鬼映画『血とバラ』（1960年）をオマージュしたものとされる。
主演の黒沢年雄は、『野獣の復活』や『雨は知っていた』など山本の監督作品に出演していた縁で起用された。実は怪奇映画が苦手だった黒沢は、山本の熱心な説得を受けて出演を承諾したが、その際も完成作品を観ないことを条件としていた。黒沢は、出演の際に参考試写された前作『血を吸う眼』も途中で退席したという。
吸血鬼役は前作に続き岸田森が務めた。岸田の演じる学長が死亡する場面には、彫刻家の松崎二郎が制作した石膏の頭蓋骨に蝋を盛ったダミーの頭部が用いられ、これを熱と塩酸で実際に溶かしている。

## 評価
画史・時代劇研究家の春日太一は、文春オンラインでのコラムにて本作品のことを以下のように評して締めくくっている。

## 映像ソフト
- 2005年4月28日に東宝ビデオよりDVDが発売された[14]。オーディオコメンタリーは原一民[14]。血を吸うシリーズ3作品を収録したDVDボックス『血を吸う箱』も同時発売された[14]。
- 2014年2月7日、期間限定プライス版として再発売された。
- 2015年8月19日、東宝DVD名作セレクションとして再発売された。
- 2022年2月16日に東宝ビデオよりBDが『血を吸うシリーズ＋悪魔が呼んでいる Blu-ray』として、『幽霊屋敷の恐怖 血を吸う人形』や『呪いの館 血を吸う眼』と『悪魔が呼んでいる』を同時収録した2枚組で発売された[15]。